# Museo Arqueológico de Korçë

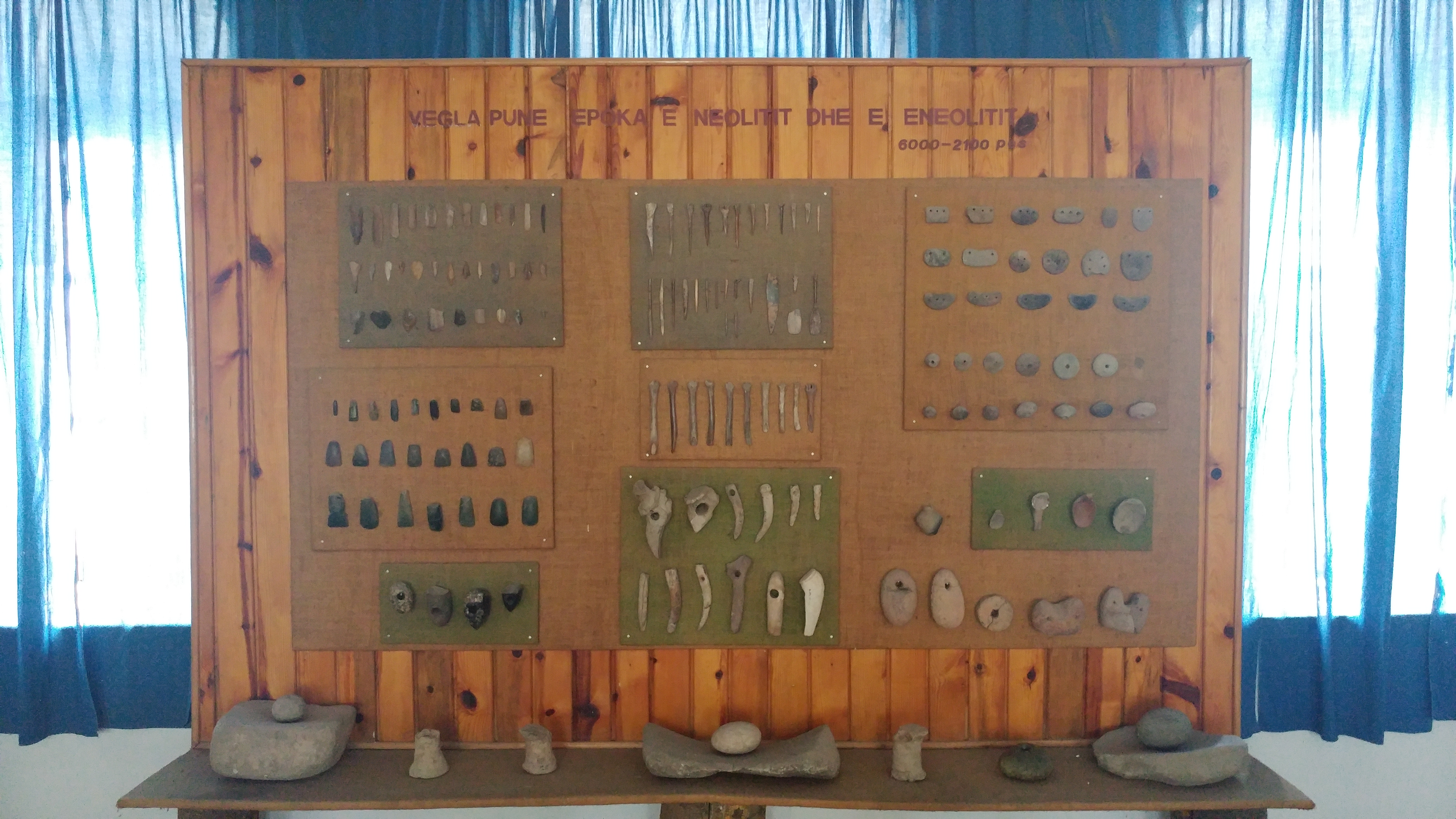
Herramientas de los periodos Neolítico y Eneolítico

El Museo Arqueológico de Korçë es un museo ubicado en la ciudad de Korçë, en Albania. 
Está ubicado en un edificio del periodo otomano construido en 1870.
Fue fundado en 1985. Su colección incluye piezas arqueológicas procedentes de diversos lugares del distrito de Korçë de una cronología que abarca desde el Neolítico hasta la Edad Media. Se trata de un museo que se centra especialmente en la prehistoria, mediante objetos como herramientas, adornos, piezas de cerámica y otros útiles de la vida cotidiana.